# Sentebale
 (octobre 2012).
Si vous disposez d'ouvrages ou d'articles de référence ou si vous connaissez des sites web de qualité traitant du thème abordé ici, merci de compléter l'article en donnant les références utiles à sa vérifiabilité et en les liant à la section « Notes et références ».
Sentebale est une ONG de bienfaisance enregistrée au Royaume-Uni. Elle a été fondée en avril 2006 par le prince Henry de Galles et le prince Seeiso, frère du roi Letsie III du Lesotho. L'association aide les enfants et les jeunes du Lesotho victimes de la pauvreté et des épidémies, en particulier les orphelins qui ont perdu leurs parents à cause du sida ou du choléra, entre autres.

## Inspiration
La déclaration des Princes Harry et Seeiso : Sentebale signifie : je n'oublie pas. « Choisir le nom comme un monument à la mémoire des actions charitables de nos propres mères, ainsi que d'un rappel pour nous tous de ne pas oublier le Lesotho ou ses enfants. »
Sentebale a été l'une des bénéficiaires du produit du Concert en mémoire de Lady Diana, organisé à Londres le 1er juillet 2007 (jour où elle aurait eu 46 ans) par le Prince Harry et son frère William de Galles. Le concert a rassemblé un large éventail de chanteurs qui adoraient la princesse Diana - comme Rod Stewart, Elton John et Duran Duran. Le concert a été télédiffusé dans 140 pays.